# Vuelo 583 de China Eastern Airlines
El vuelo 583 de China Eastern Airlines fue un vuelo de China Eastern Airlines desde el aeropuerto de Hongqiao, Shanghái, al aeropuerto internacional de Los Ángeles, Los Ángeles.

## Aeronave
La aeronave involucrada en el accidente era un McDonnell Douglas MD-11, registrado como B-2171, que fue construido por McDonnell Douglas en 1991. Había registrado aproximadamente 4810 horas de fuselaje y 1571 ciclos de despegue y aterrizaje y estaba equipado con tres motores Pratt & Whitney PW4460.

## Accidente
El 6 de abril de 1993, el MD-11 se encontraba sobrevolando el océano Pacífico a Mach 0.84 cuando un miembro de la tripulación desplegó de modo accidental los slats cerca de las islas Aleutianas. El avión se enfrentó a continuación a severas oscilaciones y efectuó un aterrizaje de emergencia en la Base de la fuerza aérea de Shemya en Shemya, Islas Semichi, Alaska, Estados Unidos.
De los 255 pasajeros y tripulantes, sesenta fueron hospitalizados. Finalmente, dos fallecieron por sus lesiones. De los tripulantes de cabina, cinco resultaron ilesos y otros tres sufrieron lesiones de gravedad. Entre los tripulantes de cabina de pasajeros fueron ocho lo que no sufrieron ningún percance y cuatro los que resultaron gravemente heridos. De los pasajeros supervivientes, 84 resultaron ilesos, 96 sufrieron heridas leves, y 53 sufrieron lesiones graves. El 24 de abril de 1993 todos los pasajeros supervivientes, salvo tres, habían recibido el alta hospitalaria.
La novela de Michael Crichton Punto Crítico abre con un incidente fatal basado en el vuelo 583.
El aparato, renombrado como N951AR, ahora sirve como aeronave de carga para la compañía con base en Miami, Sky Lease Cargo.

## Investigación
La Junta Nacional de Seguridad en el Transporte determinó que la palanca utilizada para accionar los flaps/slats del borde de ataque estaba mal diseñada y que el capitán posiblemente la movió sin querer mientras realizaba una tarea no relacionada. Este despliegue inesperado de los slats provocó que el morro se inclinarse hacia arriba. El piloto devolvió la palanca a la posición correcta y, en un esfuerzo por corregir el cabeceo del avión, empujó la columna de control hacia adelante con suficiente fuerza para que el piloto automático se desconectara, lo que provocó un movimiento abrupto del elevador hacia abajo. El avión continuó oscilando entre el cabeceo hacia arriba y hacia abajo debido a la corrección excesiva por parte del piloto de las correcciones del elevador hasta que pudieron estabilizar la actitud del avión. El violento movimiento de cabeceo provocó lesiones a los pasajeros a bordo. En el momento del accidente, los pasajeros no llevaban puestos los cinturones de seguridad o los tenían sueltos, o estaban de pie en el pasillo, lo que agravó la cantidad y la gravedad de las lesiones.
Otros factores que contribuyeron en el accidente incluyeron la falta de entrenamiento del piloto en la recuperación de la entrada en pérdida a gran altitud, las características de la fuerza de control liviana a la altitud de crucero y la influencia del sistema de advertencia de pérdida que se activa y desactiva durante las oscilaciones en las entradas de control del piloto.

## Después del accidente

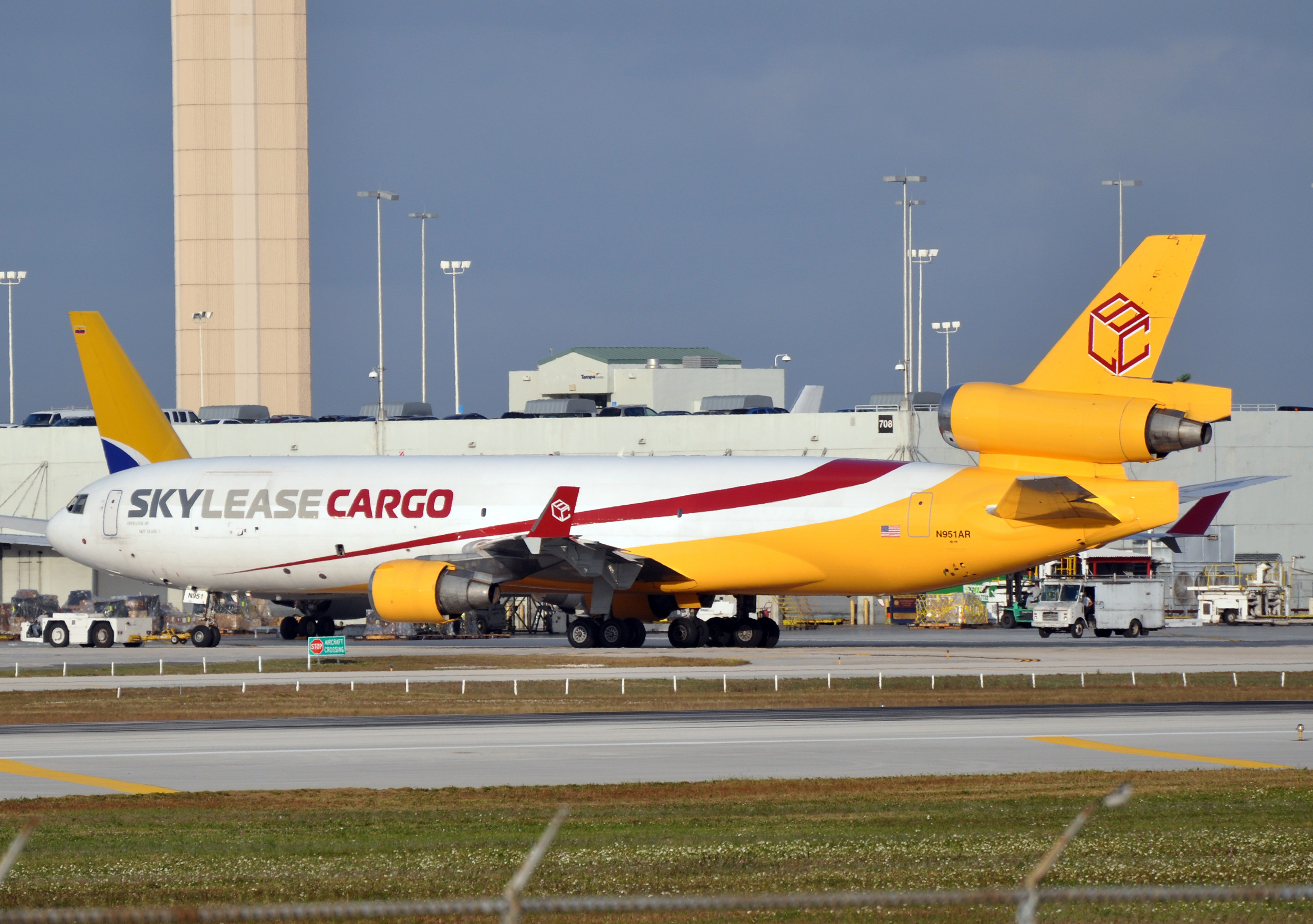
La aeronave mientras operaba para Sky Lease Cargo, bajo la matrícula N951AR.

El fuselaje del McDonnell-Douglas MD-11 fue reparado y continuó operando para China Eastern Airlines hasta marzo de 2005, cuando fue reconvertido en avión de carga para China Cargo Airlines. En julio de 2010, fue redesignado como N951AR, y luego dio servicio para la compañía estadounidense Sky Lease Cargo, y finalmente fue desguazado en noviembre de 2016.
China Eastern Airlines todavía utiliza el número de vuelo 583, aunque el vuelo ahora sale del cercano Aeropuerto Internacional de Shanghái-Hongqiao utilizando un Boeing 777-300ER.

## Dramatización
Este accidente fue presentado en un episodio de la vigesimocuarta temporada de la serie de televisión canadiense Mayday: catástrofes aéreas, titulado «Caos en la cabina».